# 二苯基胂酸
二苯基胂酸是一种有机化合物，化学式为C12H11AsO2。它可由苯基亚胂酸二钠和氯化重氮苯反应制得，反应液加入盐酸后析出二苯基胂酸晶体。在碘催化下，它可以被抗坏血酸还原为氧化二苯基胂。